# Ottar Ottarsson
Óttar Ottarsson ou  Óttar de Dublin (mort en  1148) (Irlandais:Oitir Mac mic Oitir i.e : Oitir fils du fils d'Oitir), est un souverain Norvégien-Gaël, roi de Dublin. Son nom est également connu sous la forme « Óttar des Isles ».

## Origine
Óttar est un puissant guerrier Norvégien-Gaël originaire des Îles de l'Ouest de l'Écosse connues des vikings sous le nom de  « Sudreyjar ». Il est mentionné comme un petit-fils Óttar dans les Annales des quatre maîtres et comme un fils Óttar (i.e: Mc Otyr) dans les Annales de Clonmacnoise. Il est possible que les deux assertions soient compatibles et qu'Óttar de Dublin soit à la fois le fils d'un homme nommé Óttar dont le propre père s'appelait également Óttar. Son père ou grand père est peut-être le Jarl Óttar de Man, tué en 1098, qui contrôlait la moitié de Île de  Man,. .

Une source nomme sans ambiguïté le « Jarl Óttar de Man » comme le père Óttar de Dublin, et indique que sa mère était une « noble danoise » Svanhilda. Avant qu'il en prenne de contrôle de Dublin Óttar n'est pas spécialement mentionné sous le titre de jarl, mais il semble évident que l'importance de l'activité guerrière de ses ancêtres et de ses descendants lui permettait de prétendre à se titre.

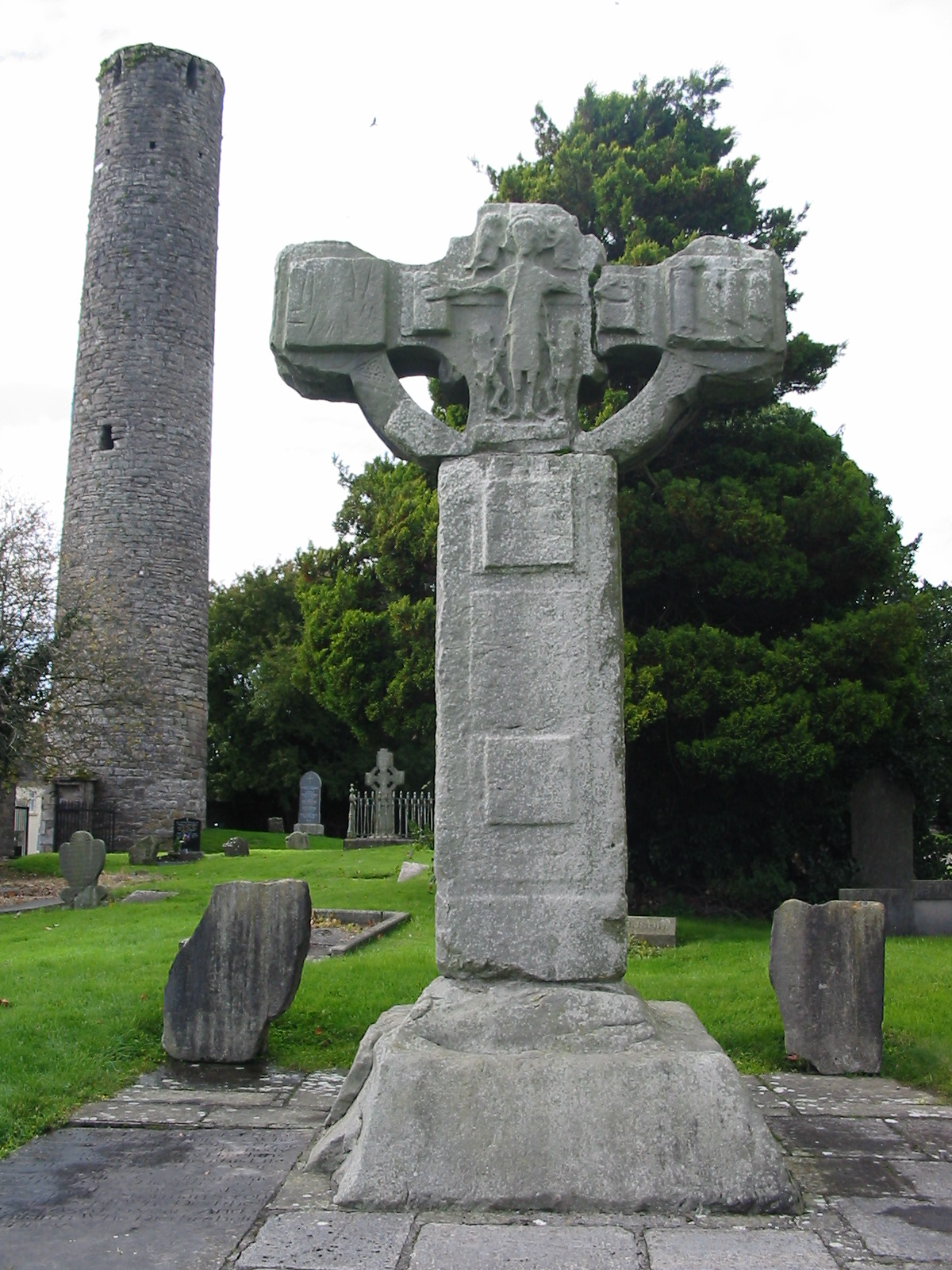
Croix et Tour ronde à Kells (comté de Meath)

## Roi de Dublin
Après la mort de Conchobar Ua Briain, Óttar prend le contrôle du royaume de Dublin en 1142,selon Clare Downham, après y avoir été invité par la population de la ville à devenir son roi. Óttar de Dublin appartient à ce que l'on dénomme la « dynastie d'Óttars », une famille caractérisée par l'usage répété du patronyme Óttar. Pendant plusieurs siècles ses membres seront actifs dans la vaste zone maritime qui s'étend de la mer d'Irlande, où ils agissent souvent de concert avec les Uí Ímair, du Caithness dans l'extrême nord de l'Écosse à Cork dans le sud de l'Irlande.
Selon  G. de P. Cotter, après sa prise de pouvoir à Dublin, Óttar "...Brule la cathédrale de Kells, et pille cette ville. Il semble qu'il s'agisse de l'église de Abbaye de  Kells dans le comté de  Meath, même si cette église ne fut élevée au statut de cathédrale qu'après le synode de Kells. Les Annales des quatre maîtres relèvent en effet que Kells (i.e : Ceanannus) est brulée en 1143 et trois fois 1144.
Plusieurs versions du Brut y Tywysogion relèvent qu'un Óttar, basé à Dublin, et décrit comme « fils d'un autre Óttar », est un chef de mercenaires actif au Pays de Galles en 1144. Cet Óttar est peut-être le roi de Dublin ou un de ses fils homonymes. Cette expédition au pays de Galles est organisée pour soutenir Cadwaladr ap Gruffydd contre son frère Owain roi de Gwynedd. L'armée transportée par une flotte de navires, débarque à  Abermenai dans l'île d'Anglesey, dans l'attente du retour des forces d'Owain qui intervenaient dans les territoires de Cadwaladr. Les relations avec Cadwaladr semblent s'être détériorées rapidement et les hommes d'Óttar prennent ce dernier en otage et réclament une rançon fixé à "200 esclaves". Cadwaladr parvient à échapper à ses anciens alliés et fait la paix avec son frère, ce qui incite sans doute les Hommes de Dublin à ne pas le poursuivre.
Les Chroniques d'Irlande contemporaines suggèrent que Óttar était un co-roi de Dublin avec Raghnall Thorgillsson (irlandais: Ragnall mac Torcaill), jusqu'à ce que Raghnall soit tué dans un combat contre les armées du royaume de Mide (Comté de  Meath) en 1145 ou 1146 : lorsqu'un « massacre des Étrangers d'Ath-cliath est perpétué par les gens de l'est du Mide au cours duquel 200 personnes sont tuées avec Ragnall mac Torcaill », Mormaer d'Ath-cliath, Jufraigh, et beaucoup d'autres de leurs chefs."
Raghnall semble dans ce contexte  avoir été subordonné à  Óttar. dans la mesure où c'est le titre de  mormaer  qui est lui est attribué  par les Annales des quatre maîtres, bien que les autres Chroniques d'Irlande le nomment Roi (en irlandais rí). Óttar garde le contrôle de  Dublin jusqu'en 1148  lorsqu'il est  "traitreusement tué " par les membres de la famille de Raghnall Thorgillsson. Selon  Downham, Óttar et les fils de Torcaill  s'étaient initialement alliés , "...mais un conflit de succession intervient et entraine le meurtre d'Óttar en 1148.

## Postérité
Ottar avait épousé  Helga la fille d'un certain Tolokunger, un chef danois, et il  est le père de  « Thorfinus filius Oter » qui est présenté comme le plus puissant  jarl (princeps) des Îles de l'Ouest.Ottir est revendiqué comme ancêtre éponyme par la famille Cotter du comté de  Cork en  Irlande dont le nom  original était « Mac Oitir » (i.e: fils d' Óttar), et qui descendrait de lui par son  fils Thorfin (vers 1155) et son petit-fils Therulfe.

## Fiction littéraire
Óttar, apparait sous le nom  d' Otir comme un personnage du roman L'été des Danois  d'Ellis Peters  dans la série Frère Cadfael. Le livre relate la tentative de Cadwaladr ap Gruffydd de reconquérir ses domaines avec l'aide d'une flotte danoise et l'origine du complot .

## Sources
- (en) Cet article est partiellement ou en totalité issu de l’article de Wikipédia en anglais intitulé « Óttar of Dublin » (voir la liste des auteurs), édition du 1er mai 2012.
- (en) G. de P. Cotter, (ed.), "The Cotter Family of Rockforest, Co. Cork", in Journal of the Cork Historical and Archaeological Society 43 (1938): 21–31
- (en) Clare Downham, (2007) Living on the edge: Scandinavian Dublin in the Twelfth Century, p. 33–51  in West over Sea, Studies in Scandinavian Sea-Borne Expansion and Settlement Before 1300 a "Festschrift in honour of Dr Barbara E. Crawford", eds. Beverley Ballin Smith, Simon Taylor and Gareth Williams, Leiden and Boston.  (ISBN 978-90-04-15893-1)
- (en) Seán Duffy , (1992) Irishmen and Islesmen in the Kingdoms of Dublin and Man, 1052-1171. Ériu, Vol. 43, p. 93–133. Royal Irish Academy
- (en) Dáibhí  Ó Cróinín, (Ed.), (2005) A New History of Ireland: Prehistoric and early Ireland. Oxford University Press
- (en) Diarmuid Ó Murchadha, (1996). Family Names of County Cork. Cork: The Collins Press. 2nd edition.
- (en) Garreth Williams, (2007) "These people were high-born and thought well of themselves" The family of Moddan of Dale, p. 129 –152, in West over Sea, Studies in Scandinavian Sea-Borne Expansion and Settlement Before 1300 a "Festschrift in honour of Dr Barbara E. Crawford" eds. Beverley Ballin Smith, Simon Taylor and Gareth Williams. Leiden and  Boston.  (ISBN 978-90-04-15893-1) (BNF 41086752).